# Leucauge rubromaculata
Espèce
Leucauge rubromaculata est une espèce d'araignées aranéomorphes de la famille des Tetragnathidae.

## Distribution
Cette espèce est endémique du Sri Lanka. Elle se rencontre vers Ratnapura et Kalutara.

## Description
Le mâle holotype mesure 5,0 mm et la femelle paratype 6,1 mm.

## Systématique et taxinomie
Cette espèce a été décrite par Benjamin en 2024.

## Publication originale
- Benjamin, 2024 : « Tetragnathid spiders from Sri Lanka: description of two new species (Araneae: Tetragnathidae). » ZooNova, no 35, p. 1-11.